# パトリック3世 (ダンバー伯)
第7代ダンバー伯パトリック3世（英語: Patrick III, Earl of Dunbar、1213年ごろ - 1289年8月24日）は、ダンバー伯領とその城を領地としていたアングロ・ゲール系の貴族である。スコティッシュ・ボーダーズ（スコットランド・イングランドの国境地域）における最も重要な軍事指揮官であったことでも知られる。

## 生涯

### 生い立ち
彼は1248年に35歳であったことから、1213年ごろの生まれであったと推定される。パトリック3世の父はダンバー伯パトリック2世、祖父はダンバー伯パトリック1世、曽祖父はダンバー伯ウァルセオフであった。ウァルセオフの父系はノーサンブリア伯ゴスパトリックの血筋であるため、パトリック3世はノーサンブリア伯の末裔だと考えられている。ゴスパトリックの末裔は代々辺境地域を統治していたが、辺境伯と名乗るようになるのはパトリック3世の息子パトリック4世以降である。

### 経歴
パトリックはイングランド内に領地を授かったことを受けて、1249年にイングランド王ヘンリー3世に忠誠を誓っていた。当時イングランド王国には政治的派閥があり、パトリックもそれに属していた。彼の属する派閥はカミン氏族と対立していた。パトリックと他の派閥のメンバーは1255年にカミン家を追い落とすことに成功した。パトリック自身はその年にイングランド王ヘンリー3世と王妃の摂政および後見人に任命された。しかし1258年、カミン家が再び政治の表舞台にのし上がってくるとパトリックは次第に追いやられていき、王国の中枢から遂に離れざるを得なくなった。
1263年、パトリックはカルメル会の修道院を設立し、同じ年にはスコットランド王国とノルウェー王国との戦争に参加してラーグスの戦いにスコットランド軍司令官として参戦した。1266年、ノルウェー王マグヌス5世は長年統治してきたマン島・ヘブリディーズ諸島をスコットランド王アレグザンダー3世に引き渡すことで上記の戦争を終結させたのだが、その講和条約を締結する際交わされた文章にパトリック3世の紋章が記されていた。
また、スコットランド王女マーガレットとノルウェー王エリック2世との結婚の取り決めをする際署名された13人の伯爵の中で、パトリック3世は2番目に署名したとされ、パトリックはそれなりの重鎮として活動していたことが読み取れる。1284年にはスクーンにて、スコットランド王国の評議会に出席し、先にノルウェー王家に嫁いだマーガレット王女がスコットランド女王に就任することを認める宣言をした。
パトリックはウィッティンガムにおいて亡くなり、ダンバーに埋葬された。

## 子女・妻
パトリック3世は2人の女性と結婚したとされている。1240年以前にワークワース領主ジョン・フィッツロバートの娘セシリアと最初の結婚をしたとされている。
その後、第5代アナンデール領主ロバート・ド・ブルース（異名:競争者）の娘クリスティアナと2度目に結婚した。パトリックはクリスティアナとの間に以下を含む5人の子供を授かった。
- パトリック4世（英語版）（1242年 - 1308年） - 異名は競争者、ダンバー伯
- ジョン - 騎士
- アレクサンダー - 騎士

通説ではパトリック4世をはじめとする子供たちはクリスティアナとパトリック3世との間に生まれたとされているが、そうではないとする歴史書も存在する。